# Topobea tetramera
Topobea tetramera är en tvåhjärtbladig växtart som beskrevs av Frank Almeda. Topobea tetramera ingår i släktet Topobea och familjen Melastomataceae.
Artens utbredningsområde är Panamá. Inga underarter finns listade i Catalogue of Life.